# 25421 Gafaran
25421 Gafaran este un asteroid din centura principală de asteroizi.

## Descriere
25421 Gafaran este un asteroid din centura principală de asteroizi. A fost descoperit pe 5 noiembrie 1999 la Socorro, New Mexico, în cadrul proiectului LINEAR. Asteroidul prezintă o orbită caracterizată de o semiaxă mare de 2,33 ua, o excentricitate de 0,14 și o înclinație de 8,2° în raport cu ecliptica.